# Moses Ter-Kalousdian
Moses Ter-Kalousdian (armeniska: Մովսես Տեր-Գալուստյան: Movses Ter-Galustian), född 1895 i Yoğunoluk i Musa Dagh i Osmanska riket (nu Turkiet), död 1984 i Beirut, var en armenisk militär och motståndskämpe under det armeniska folkmordet 1915.
Moses Ter-Kalousdian var förlaga för Franz Werfels romanfigur Gabriel Bagradian, huvudperson i romanen De fyrtio dagarna på Musa Dagh.
Han var vid tiden för det armeniska folkmordet en tidigare officer i den osmanska armén. I juli 1915 ledde han en motståndskamp mot den osmanska armén för de drygt 4.000 invånarna i de armeniska byarna på berget Musa Dagh i nuvarande Hatayprovinsen i Turkiet, bland annat byn Vakifli, vilka barrikaderat sig på bergets topp. från juli månad i avvaktan på den osmanska utrymningsaktioner. Under augusti och september 1915 ledde Moses Ter-Kalousdian de omkring 250 med jaktgevär och sadelpistoler väpnade armeniska motstånsämparna, vilka slog tillbaka ett flertal turkiska angrepp. När ammunition och proviant var på upphällningen lyckades armenierna tillkalla uppmärksamhet från den franska pansarkryssaren Guichin, och hela gruppen på berget kunde den 12 september evakueras på franska krigsfartyg till Port Said i det av de allierade erövrade Egypten.
Moses Ter-Kalousdian trädde därefter i fransk krigstjänst i det fortsatta allierade kriget mot osmanska riket. Efter första världskriget var han representant för Syriens armeniska minoritetsbefolkning i det syriska parlamentet 1927-37, och efter tillkomsten av Libanon, och den andra evakuering från byarna på Musa Bagh 1939 till Anjar i Beqaadalen, 1945-72 i det libanesiska parlamentet.
Det finns en byst rest 1998 över Moses Ter-Kalousdian i anslutning till martyrmonumentet vid  Sankt Boghos-kyrkan (Sankt Paulkyrkan) i Anjar.